# Лесновское муниципальное образование (Саратовская область)
Лесновское муниципальное образование — муниципальное образование со статусом сельского поселения в составе Балашовского района Саратовской области. Административный центр — село Лесное. На территории поселения находятся 3 населённых пункта — 2 села, 1 посёлок.

## Населённые пункты
- село Лесное — административный центр;
- село Рассказань;
- посёлок Конный.

## География
На территории сельского поселения располагается озеро Рассказань — региональный памятник природы.

## Население
| 2010 | 2011  | 2012  | 2013  | 2014  | 2015 | 2016 |
| ---- | ----- | ----- | ----- | ----- | ---- | ---- |
| 1046 | ↘1045 | ↘1031 | ↘1025 | ↘1005 | ↘986 | ↘975 |
| 2017 | 2018  | 2019  | 2020  | 2021  | 2025 |      |
| ↘963 | ↘946  | ↘908  | ↘884  | ↘812  | ↘769 |      |

## Археология
У села Рассказань обнаружено святилище ранних славян II — IV веков.